# Ceramika japońska

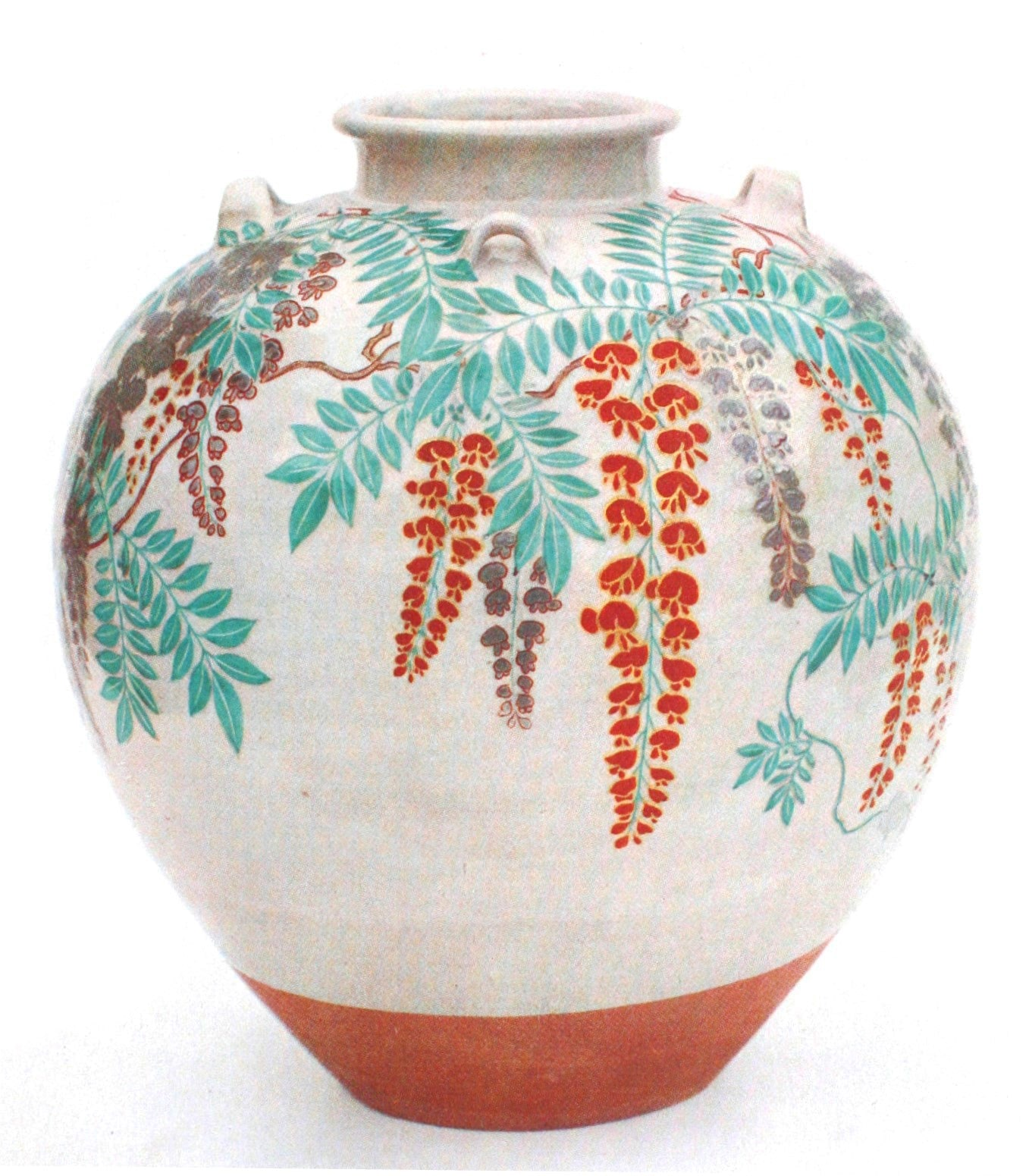
Dzban na liście herbaty z dekoracją z glicynią wykonany przez Ninsei (zm. ok. 1690). Skarb Narodowy Japonii. Muzeum Sztuki MOA

Ceramika japońska – ceramika wytwarzana w Japonii.
Historia ceramiki w Japonii sięga 13 tys. lat wstecz, co czyni ją jedną z najstarszych tradycji ceramicznych świata. Na jej kształt duży wpływ miała ceramika sąsiednich Korei i Chin. W V wieku dzięki technologii budowy pieców przyniesionej z Korei zaczęto wypalać kamionkę sueki. Pod koniec okresu Heian (794–1185) wzrost wytwórczości doprowadził do powstania regionalnych ośrodków garncarskich i rozwinięcia się oryginalnego japońskiego stylu w ceramice. Na jej dalszy rozwój duży wpływ miała ceremonia picia herbaty, która stymulowała produkcję używanych w jej trakcie ceramicznych utensyliów. W XVII wieku dzięki koreańskim imigrantom w Japonii rozpoczęto produkcję porcelany, która była eksportowana również do Europy. W erze Meiji (1868–1912) Japończycy szybko przyswoili zachodnie technologie, jednak załamanie dawnego, rzemieślniczego systemu produkcji, zagroziło ciągłości ich ceramicznej tradycji. Począwszy od ery Taisho (1912–1926) podjęto aktywne działania mające na celu zachowanie dziedzictwa dawnego rzemiosła, jednocześnie nie rezygnując z otwartości na obce wpływy, tak że dzisiejsza Japonia cieszy się niezwykłym bogactwem ceramiki.

## Wczesna ceramika (Od początku do końca okresu Heian)

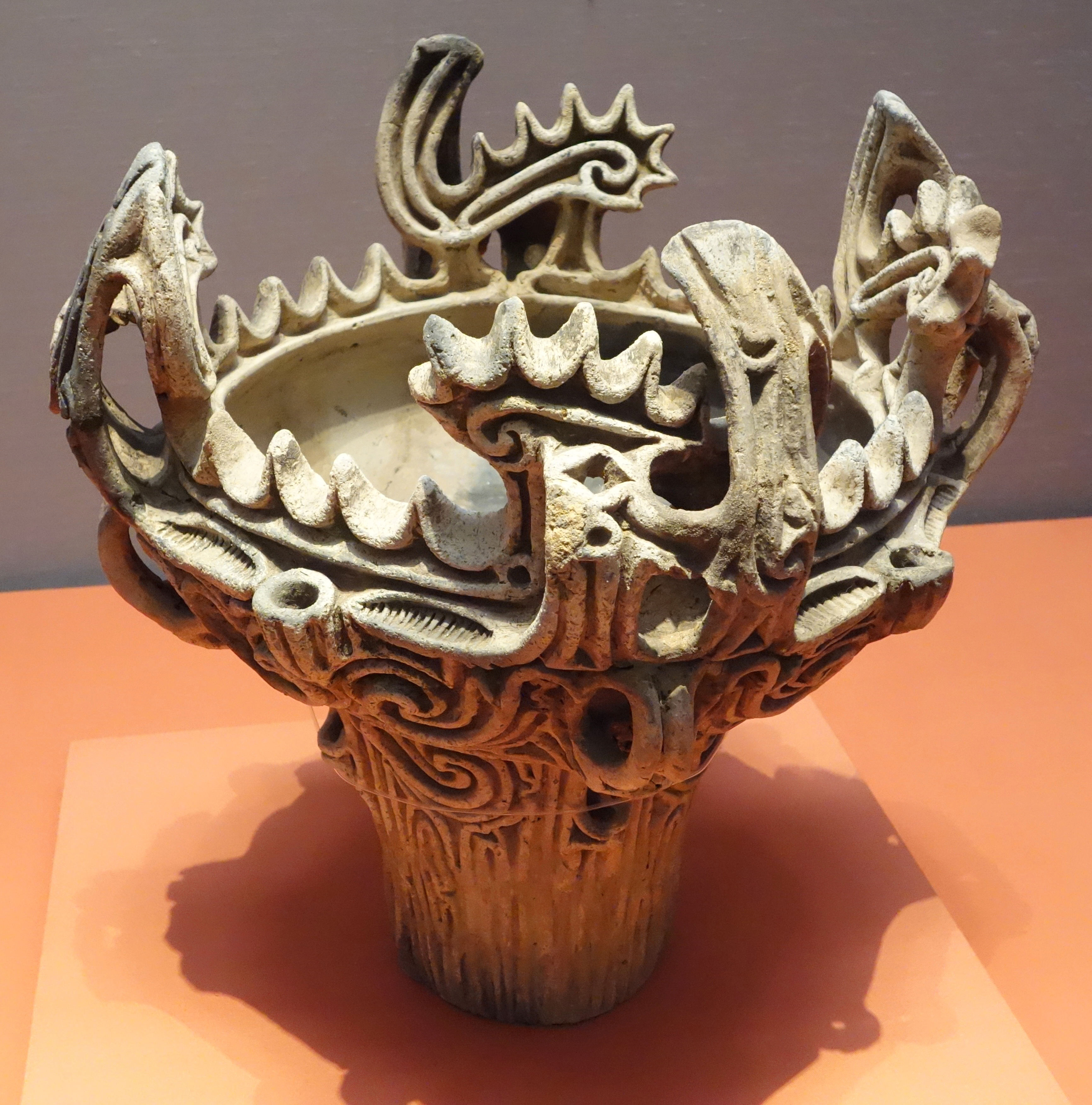
„Płomienne naczynie” (jap. Kaen-doki) znalezione na stanowisku archeologicznym Umataka-Sanjūinaba. Środkowy okres Jōmon (3650–2500 p.n.e.). Muzeum Miejskie Tōkamachi

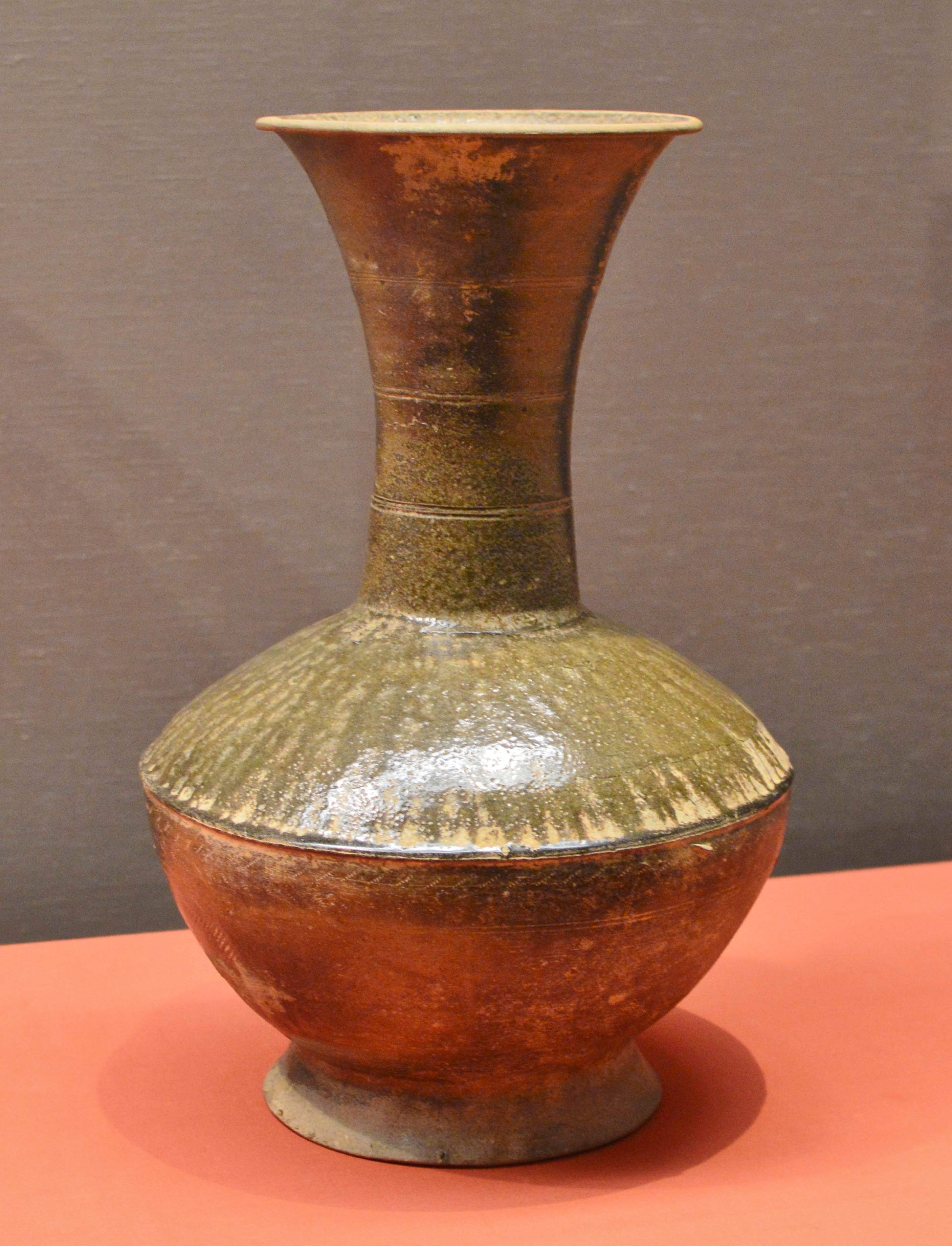
Dzban z kamionki sueki znaleziony w Kofunie Kaniana na wyspie Tōshi. Ważny zabytek kultury Japonii, VII wiek. Muzeum Narodowe w Tokio

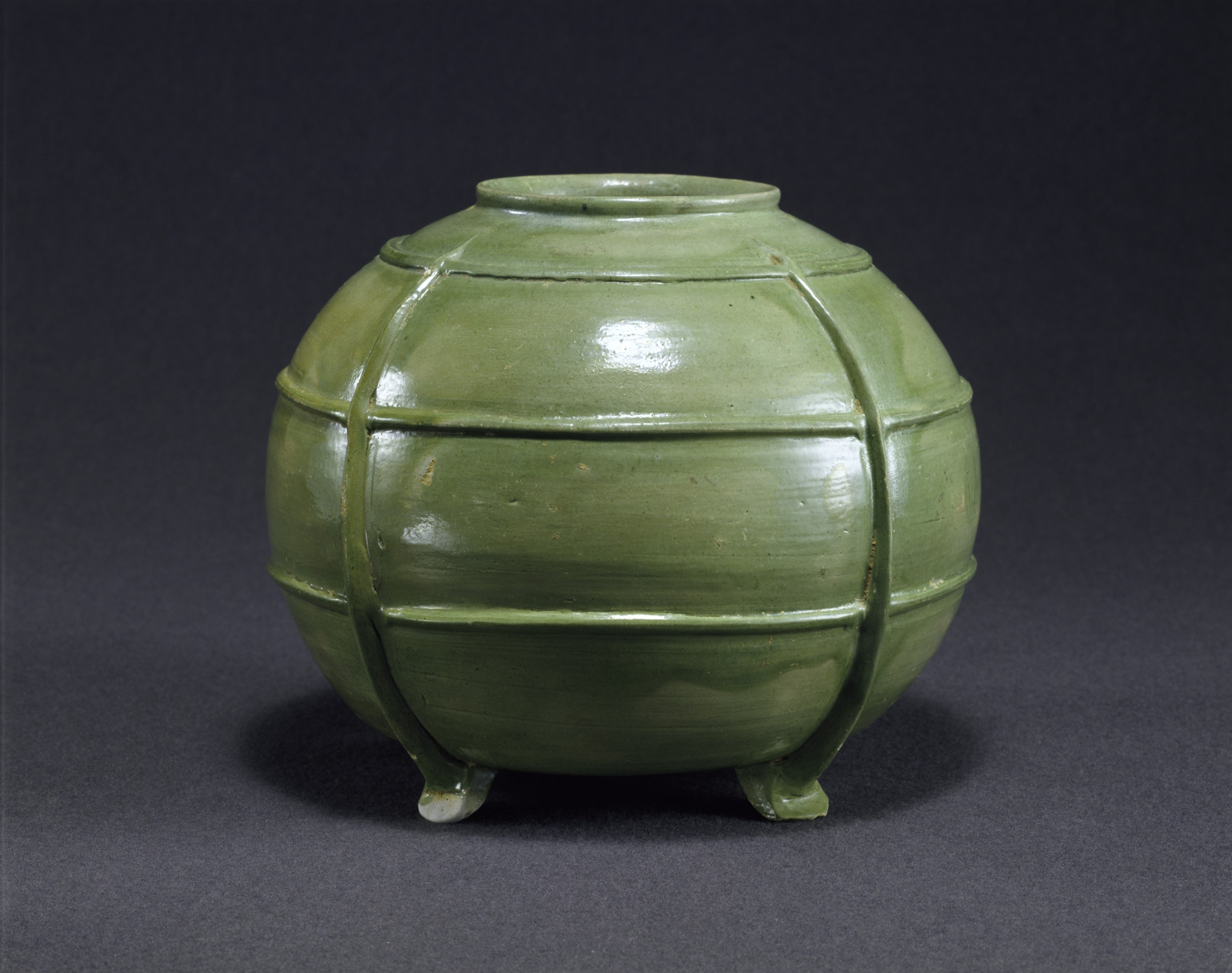
Pokryte zielonym szkliwem naczynie zasobowe. Ważny zabytek kultury Japonii. Sanage, IX wiek. Muzeum Narodowe w Kyushu

Japońska ceramika aż do końca okresu Heian (794–1185) może być podzielona na wyroby wypalane w niskiej temperaturze, w większości w otwartych paleniskach w temperaturze poniżej 800℃, oraz bardziej wyszukane wyroby wypalane w wysokiej temperaturze, powstałe po wprowadzeniu przeniesionej z Korei technologii budowy pieców w połowie V wieku. Najwcześniejsze fragmenty naczyń znalezione na terenie Japonii pochodzą sprzed 13 tys. lat i uważane są za najstarsze na świecie. Naczynia te zdobiono, odciskając na niewypalonej glinie wzór sznura (jōmon) i stąd okres neolitu jest nazywany w Japonii Jōmon (13500–500 p.n.e.), czyli [kulturą] wzoru sznurowego. Te najwcześniejsze naczynia były formowane ręcznie, najczęściej metodą spiralną, tj. wykorzystującą wałeczki gliny. Ich czerep był zazwyczaj czerwony, rzadziej szary lub czarny, przy czym wypalane w temperaturze prawdopodobnie nie większej niż 500 do 600℃ nie były zbyt trwałe. Obecnie wiadomo, że tylko część ceramiki okresu Jōmon zdobiono wzorem sznurowym (odciskano też wzory z bambusa i gałęzi) i w dodatku nie przez cały długi okres neolitu. W środkowym okresie Jōmon (3650–2500 p.n.e.) pojawiły się naczynia o dynamicznych kształtach i bogatej ornamentacji. Stosowano karbowania i wymyślne formy na krawędziach wylewu, wzory nakładane wstęgowo, zdobienia aplikowane i stempelkowe. Prawdopodobnie najsłynniejszym przykładem tej ceramiki są tzw. „płomienne naczynia” (Kaen-doki) (zobacz ilustracja). Słynne są również tworzone przez cały okres Jōmon ceramiczne figurki Dogū (zobacz ilustracja), związane z kultem płodności.
Ceramika epoki Yayoi (300 p.n.e.–300 n.e.) wykazuje wpływy koreańskie, co wiąże się z napływem nowych fal migracyjnych z kontynentu. Naczynia są znacznie bardziej dopracowane, o symetrycznych kształtach, pozbawione nadmiaru ozdób i generalnie wzoru sznurowego. Były one znacznie bardziej funkcjonalne niż te z okresu poprzedniego i wykonywane głównie przez wykwalifikowanych rzemieślników, początkowo imigrantów z kontynentu. Dla ceramiki okresu Kofun (300–538) charakterystyczne są ustawiane wokół kurhanów (kofun) figurki grobowe haniwa, ze względu na swoją szczegółowość stanowiące cenne źródło informacji o społeczeństwie i kulturze epoki. Od IV wieku wyrabiano dość nietrwałe, bo wypalane w temperaturze do 800℃, niezdobione naczynia w kolorze czerwonym, zwane hajiki. Początkowo służyły one zarówno do użytku codziennego, jak i jako dary grobowe, ale od V wieku w charakterze naczyń rytualnych zaczęto używać ceramiki sueki (dosł. naczynia ofiarowane), której technologia wytwarzania została zapożyczona z Korei. Sueki była najwcześniejszą formą kamionki produkowaną w Japonii, której produkcja była możliwa dzięki jednokomorowym piecom (anagama) w tunelach w zboczach wzgórz pozwalającym na wypalanie ceramiki w temperaturze 1200 do 1300℃. Była to też pierwsza japońska ceramika wytwarzana z użyciem koła garncarskiego. W połowie V wieku w okolicach dzisiejszej wsi Suemura w rejonie Osaki ustanowiono duży ośrodek ceramiczny produkujący sueki. Aż do końca okresu Asuka (538–710) utrzymywał się dualizm przeznaczonej do użytku codziennego ceramiki hajiki oraz związanej z ceremoniami pogrzebowymi sueki. W okresach Nara (710–794) i Heian (794–1185) sueki zaczęła również służyć jako zastawa stołowa elity, by ostatecznie stać się ceramiką użytkową oraz pełnić funkcję naczyń rytualnych na buddyjskich ołtarzach. Przy tworzeniu sueki początkowo korzystano z wzorów koreańskich, ale od VI wieku widoczna jest japonizacja form, co objawia się w smuklejszych kształtach.
Wyroby sueki w trakcie wypału pokrywały się naturalnym szkliwem z popiołu drzewnego, które począwszy od VIII wieku zaczęło być stosowane intencjonalnie (naczynia pokryte takim szkliwem nazywano shiki). W tym samym czasie dzięki kontaktom z Koreą opanowano technologię stosowania szkliwa ołowiowego, które po dodaniu miedzi mogło przybrać kolor zielony, zaś żelaza żółty lub brązowy. Wraz z podstawową recepturą na szkliwo przezroczyste pozwoliło to na tworzenie ceramiki trójkolorowej (chiń. sancai, jap. sansai) dwukolorowej (nisai) i zielonej (ryokuyū). W IX i X wieku, naśladując chińskie celadony, używano jedynie szkliw o odcieniu zielonkawym. Najważniejszym ośrodkiem ceramicznym było wówczas Sanage (w pobliżu dzisiejszej Nagoji), znane głównie z produkcji shiki, i to tam powstała najlepsza ceramika szkliwiona na zielono (zobacz ilustracja naczynia zasobowego). Jednak wraz z ponownym ożywieniem handlu z Chinami w XI wieku klasy wyższe zaczęły się zaopatrywać w ceramikę za granicą i produkcja japońskich imitacji celadonu uległa załamaniu.

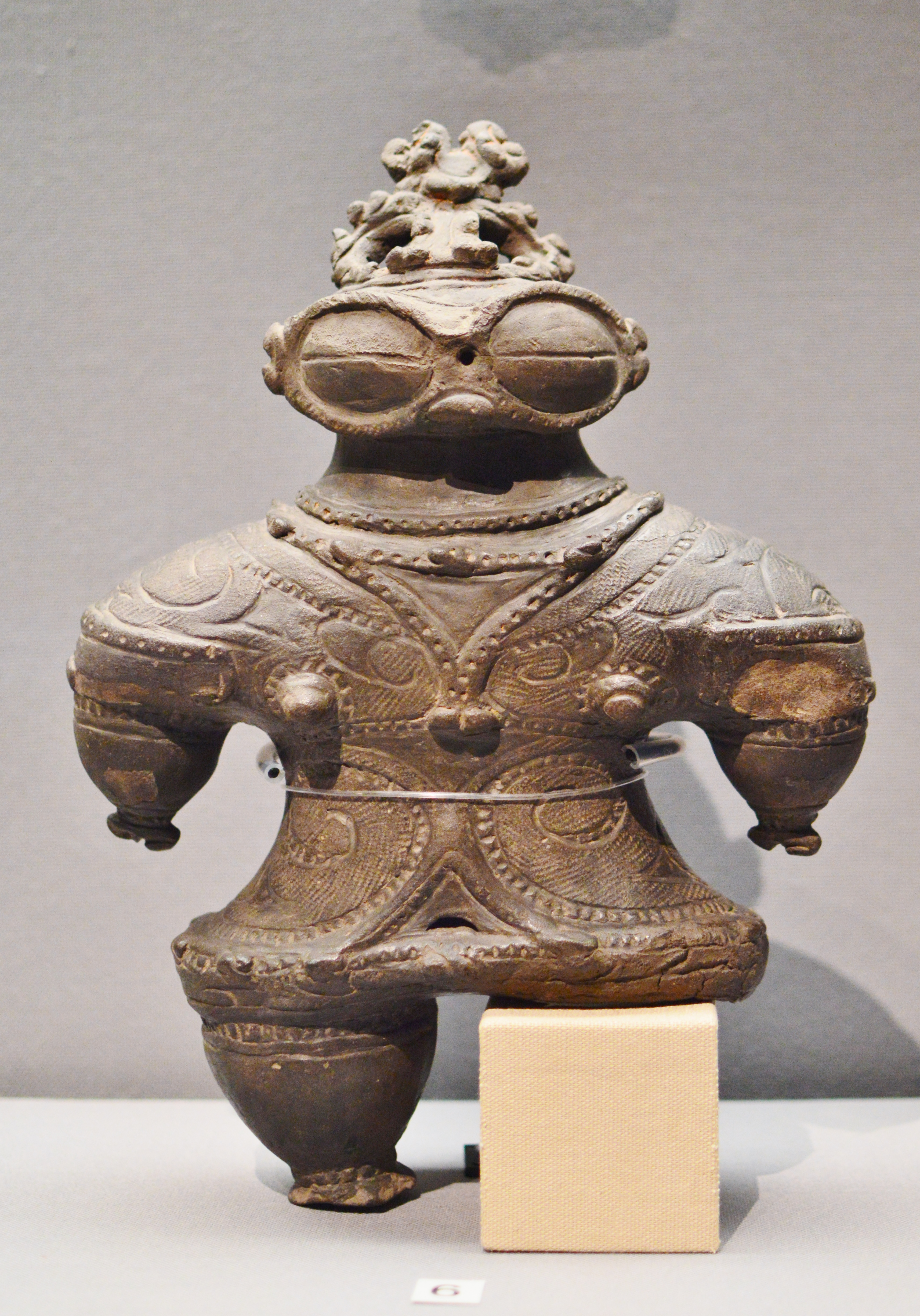
Figurka Dogū znaleziona na stanowisku archeologicznym w Kamegaoka (obecnie część Tsugaru). Końcowy okres Jōmon, 1000–400 p.n.e. Ważny zabytek kultury Japonii. Muzeum Narodowe w Tokio
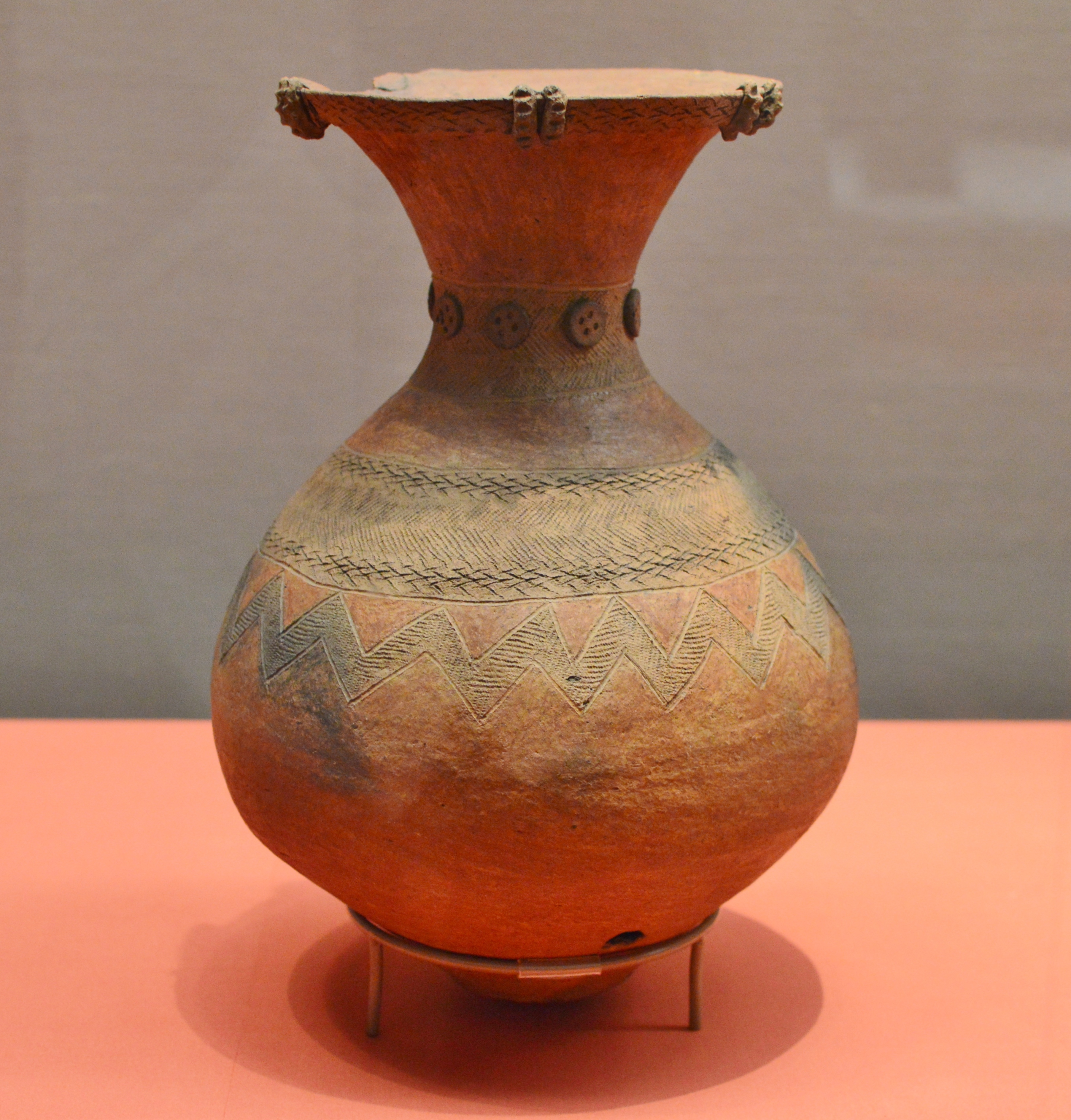
Dzban z okresu Yayoi, I do III w. n.e. Ważny zabytek kultury Japonii. Kolekcja prywatna, wystawiane w Muzeum Narodowym w Tokio
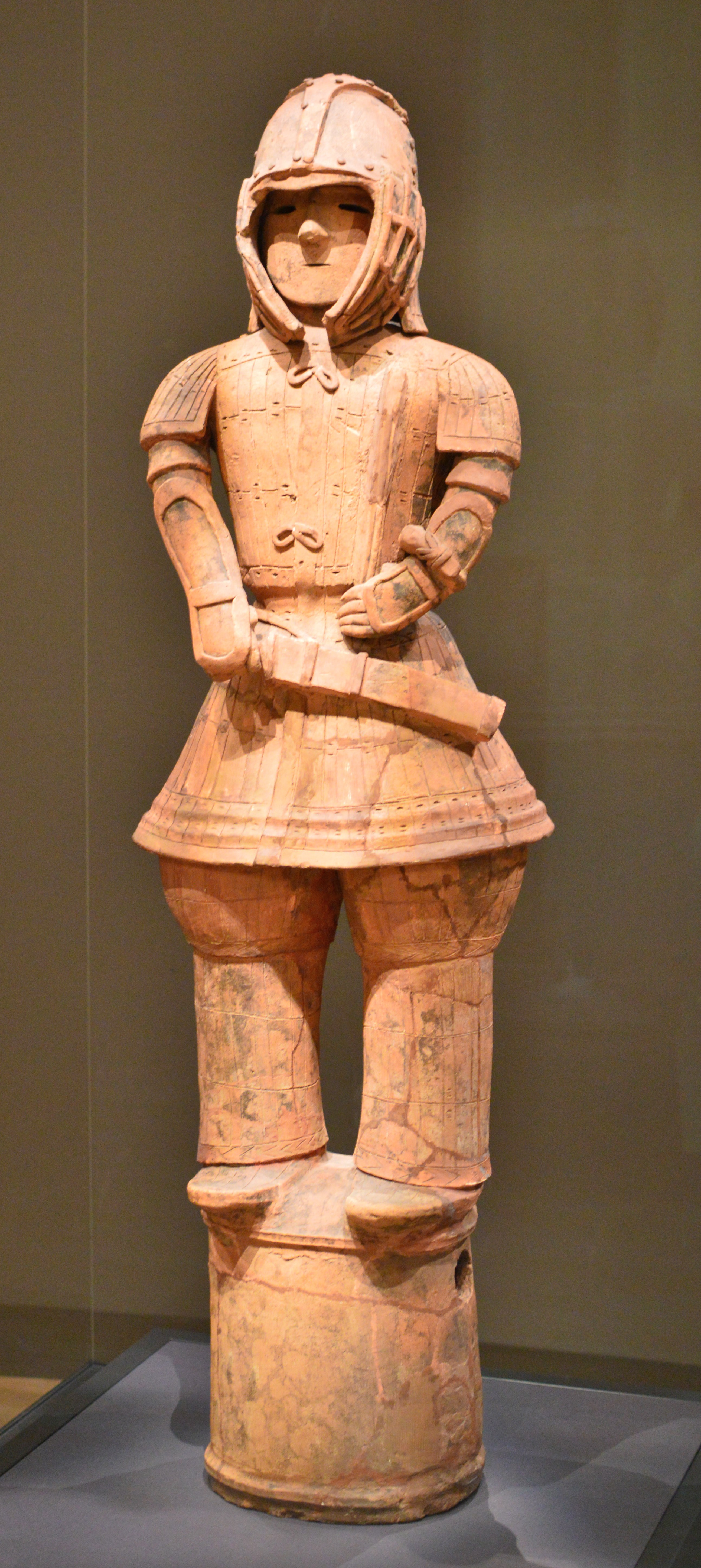
Figura Haniwa w zbroi keiko. Skarb Narodowy Japonii, VI wiek. Muzeum Narodowe w Tokio
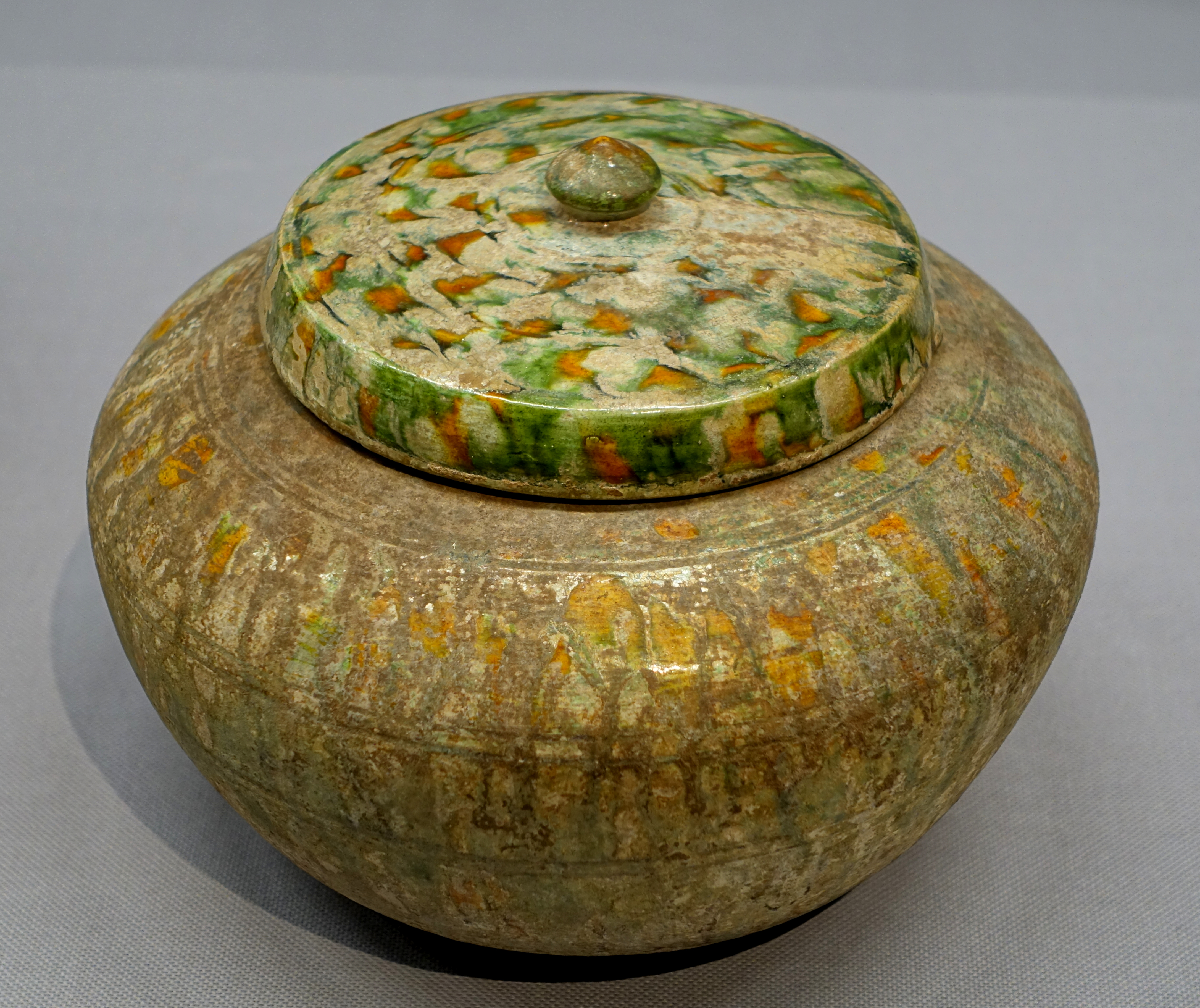
Trójkolorowa (sansai) urna znaleziona na cmentarzysku na terenie dzisiejszego miasta Ibaraki. VIII w. Ważny zabytek kultury Japonii. Muzeum Narodowe w Tokio

## Późniejsza ceramika (Od końca okresu Heian do końca okresu Edo)

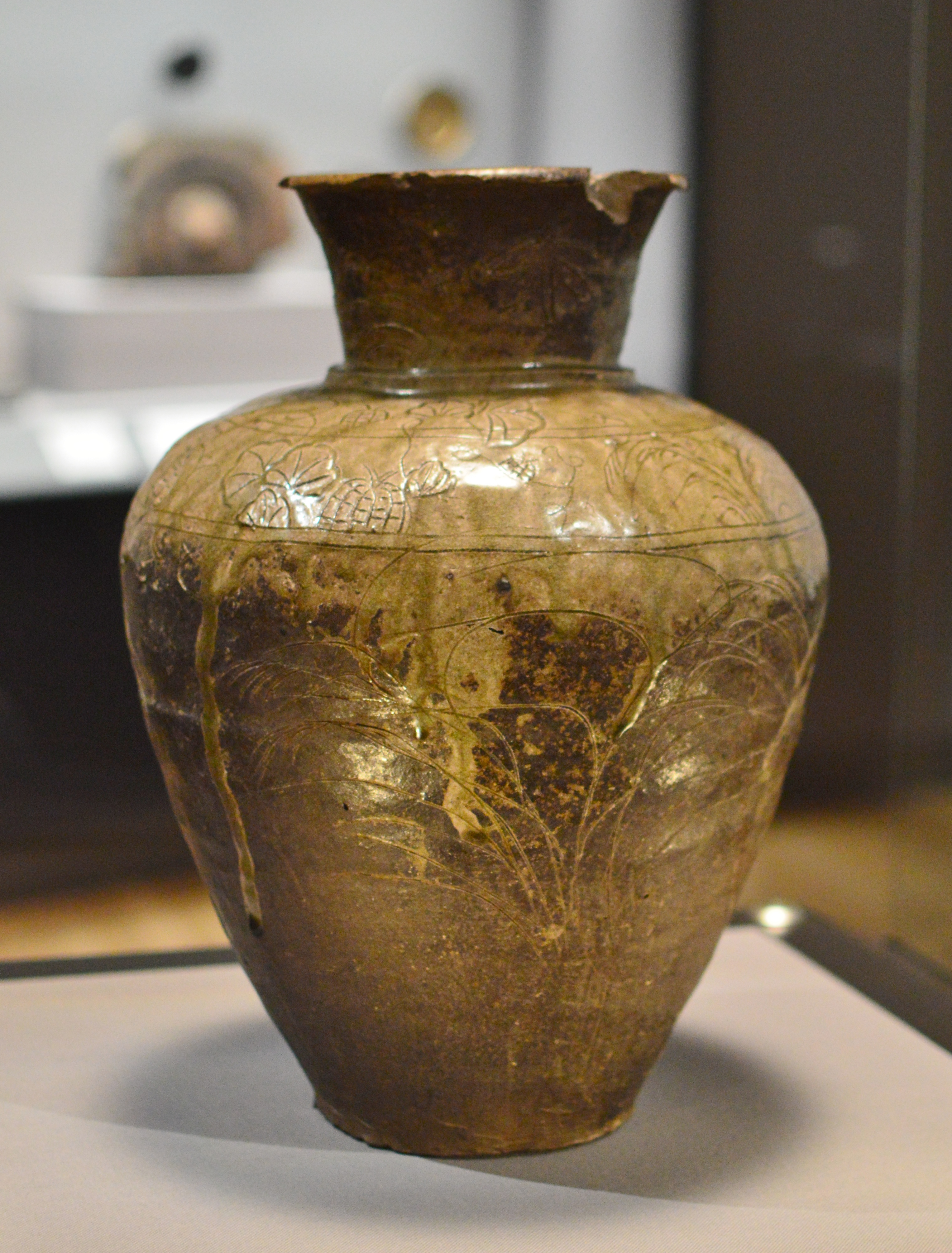
Dzban ze wzorem jesiennej trawy. Atsumi, XII w. Skarb Narodowy Japonii. Uniwersytet Keiō

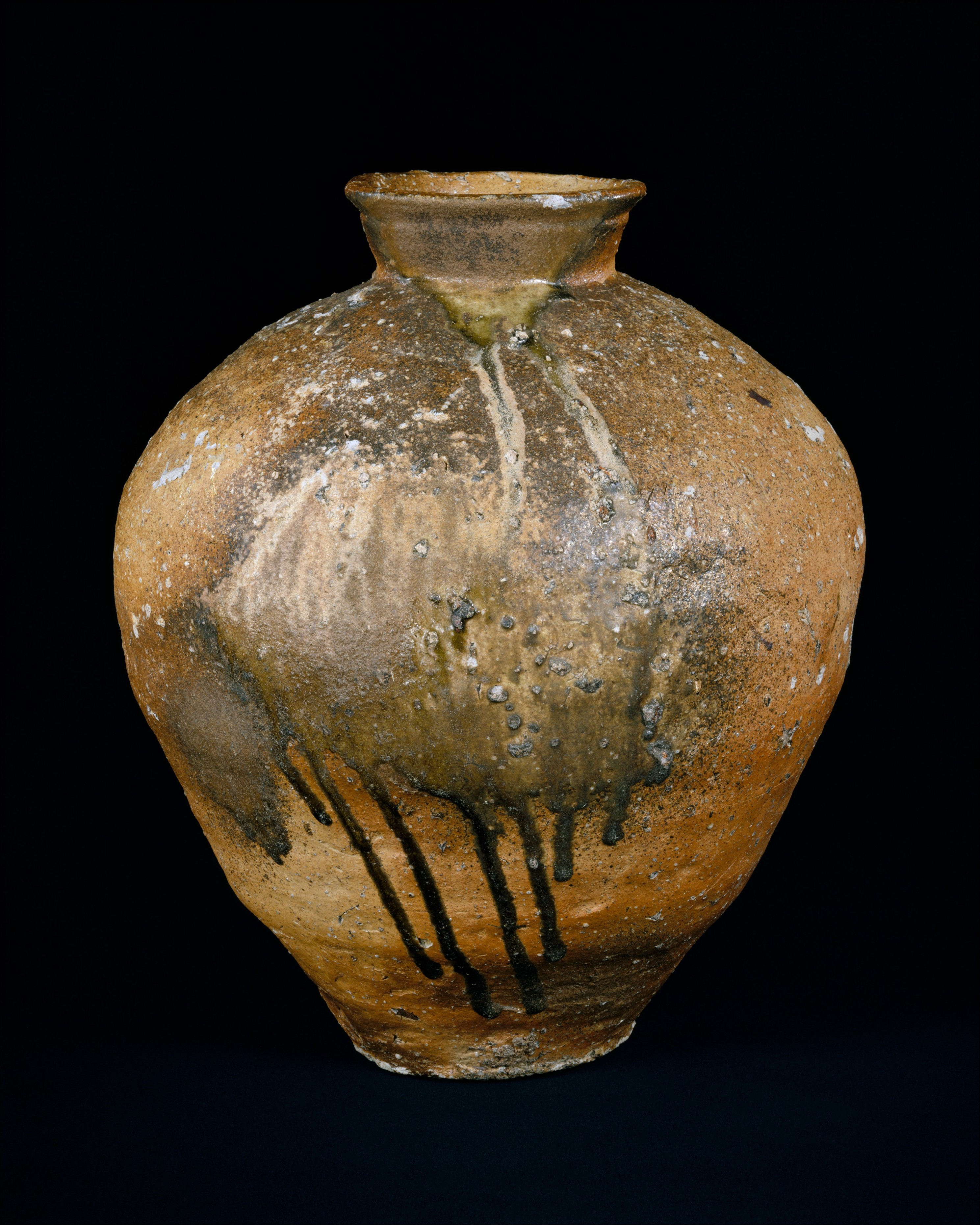
Naczynie zasobowe pokryte szkliwem z popiołu drzewnego. Ceramika Shigaraki, XIV–XV w. Metropolitan Museum of Art

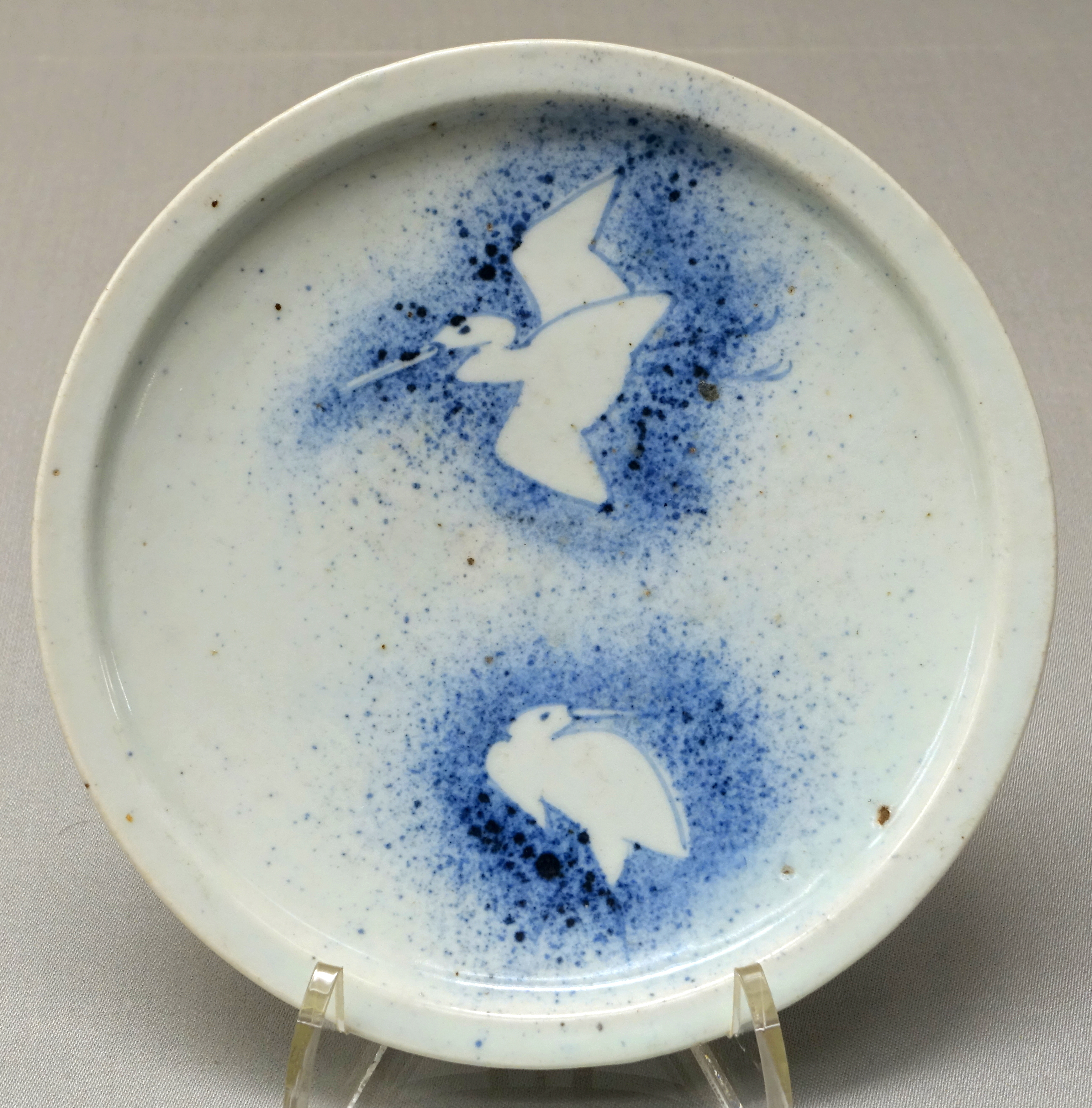
Talerz z białymi czaplami. Wczesna porcelana Imari (Shoki Imari), początek XVII wieku. Muzeum Narodowe w Tokio

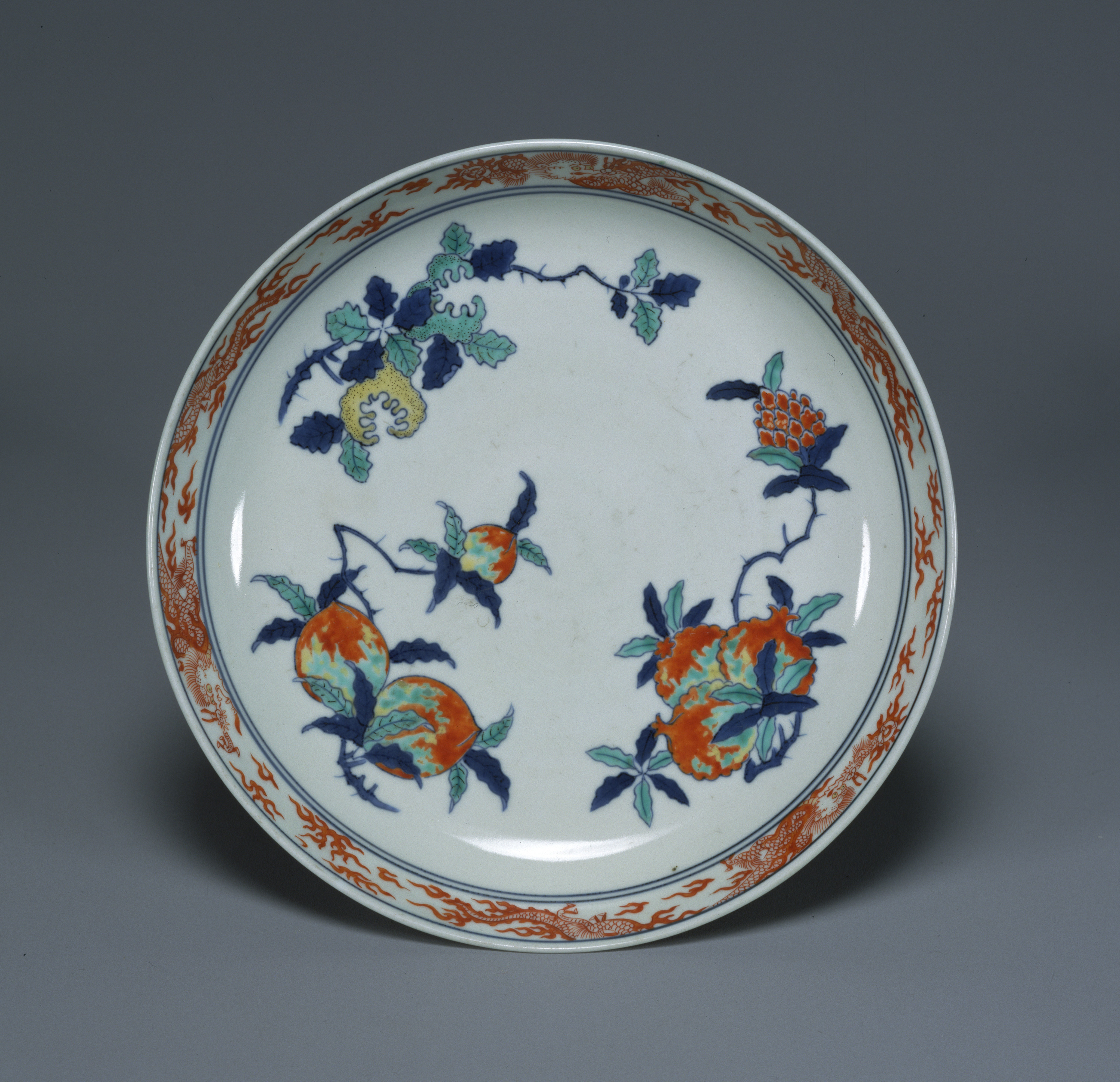
Talerz z dobrowróżbnym owocem. Porcelana kakiemon, era Enpō (1673–1681). Skarb Narodowy Japonii. Muzeum Narodowe w Tokio

W połowie XII wieku kamionka produkowana w Japonii generalnie dzieliła się na powiązaną z sueki i powiązaną z shiki. Stała się ona znacznie bardziej różnorodna, gdy zaczęła rosnąć rola regionalnych ośrodków ceramicznych, takich jak Tokoname i Atsumi, które zaczęły zastępować warsztaty ceramiczne stolicy, produkujące naczynia w stylu cudzoziemskim. To zjawisko wiąże się z pojawieniem oryginalnego japońskiego stylu w ceramice, kojarzonego z wytwórczością tzw. sześciu starych pieców (roku koyō), czyli ośrodków w Seto, Tokoname, Bizen, Shigaraki (obecnie część miasta Kōka), Tamba i Echizen. Funkcjonują one do dziś i są uważane za ważną część japońskiego dziedzictwa kulturowego.
Najsłynniejszym z sześciu starych pieców było Seto, gdzie wytwarzano wysokiej jakości szkliwione naczynia przeznaczone do użytku ceremonialnego oraz dla warstw wyższych. O znaczeniu wyrobów z Seto świadczy fakt, że ich nazwa, setomono (rzeczy z Seto), do dziś dnia pozostaje synonimem japońskiej ceramiki. W kategoriach ilościowych największe znaczenie miała jednak ceramika z Tokoname, dostarczana niemal do wszystkich regionów kraju, która podobnie jak wyroby z pozostałych innych niż Seto pieców miała charakter czysto użytkowy i koncentrowała się na zaledwie kilku typach naczyń, takich jak duże dzbany, misy i moździerze. Wykonane z kamionki i pokryte jedynie tradycyjną glazurą z popiołu drzewnego te naczynia były cenione ze względu na ich trwałość i nieprzesiąkliwość.
Pod koniec XIV wieku do Japonii sprowadzono wielu garncarzy koreańskich, co wiązało się z rosnącym znaczeniem ceremonii picia herbaty, która miała coraz większy wpływ na ceramikę. Początkowo jako naczynia używane w ceremonii picia herbaty ceniono szczególnie wyroby cudzoziemskie, takie jak chińskie czarki Jian, w Japonii nazywane tenmoku, które zaczęto naśladować w Seto. W reakcji na arystokratyczny blichtr, w jaki obrosła ceremonia picia herbaty, narodziła się herbata w duchu wabi, stawiająca na skromność i prostotę, a wraz z nią popularne stały się japońskie naczynia z sześciu pieców, które „generalnie charakteryzowały się grubymi, często dość chropowatymi ściankami o nieregularnych kształtach, barwami lokalnej gliny, krytej naturalnym szkliwem z popiołu, który topiąc się na czerepie, pokrywał go w sposób różnorodny, a w zależności od tego, jaki miał skład, tworzył też zacieki”. Dla mistrzów herbaty w stylu wabi te naczynia uosabiały umiar i prostotę i w rezultacie produkcja sześciu starych pieców zaczęła obejmować coraz więcej ceramiki wykonanej specjalnie na potrzeby ceremonii picia herbaty.
Nowym rodzajem ceramiki świadomie utrzymanym w estetyce wabi były wyroby raku. Pierwszą czarkę raku wypalił w 1579 Chōjirō, inspirowany przez słynnego mistrza ceremonii picia herbaty Sen no Rikyū. Czarki raku lepiono ręcznie, wypalano w dość niskich temperaturach (ok. 900℃) i po wyjęciu z pieca studzono w warunkach naturalnych, co w sumie sprawiało, że miały one nieregularne kształty, dość grube ścianki i chropowaty czerep. Obok mistrzów z rodu Raku czarki tego rodzaju zaczęli wykonywać inni ceramicy. Twórcą szczególnie słynnych czarek raku był Kōetsu Hon’ami (zm. 1637), który do tradycyjnej formuły wniósł własne oryginalne pomysły. Na dalszy rozwój herbacianych utensyliów wpływ mieli kolejni mistrzowie herbaty, tacy jak uczeń Rikyū Furuta Oribe (zm. 1615) oraz Kanamori Sōwa (zm. 1657). Oribe patronował powstaniu ceramiki Oribe, która charakteryzowała się nieregularnymi, asymetrycznymi kształtami i kontrastującymi kolorami szkliwa. Z kolei Sōwa wypromował ceramika Ninsei (zm. ok. 1690), który stworzył nowy, bardzo dekoracyjny i kolorowy styl ceramiki. Ze swoich utensyliów herbacianych słynęły też piece w Hagi i Karatsu, założone przez ceramików koreańskich. Tego rodzaju wyroby produkowano też w Satsumie, kolejnym ośrodku powstałym z inicjatywy Koreańczyków, ważnym również jako centrum ceramiki użytkowej.
Ta aktywność Koreańczyków w Japonii wiąże się z pojawieniem w tym kraju wielkiej liczby ich garncarzy w rezultacie japońskiej inwazji Korei (1592–1598). Najważniejszym owocem ich działalności było rozwinięcie produkcji japońskiej porcelany, po tym jak na początku XVII wieku w pobliżu Arita odnaleziono złoża kaolinu. Ponieważ do Europy wysyłano ją z portu Imari, stała się tam znana jako porcelana Imari. Jej technika i dekoracja wiele zawdzięczała wpływom koreańskim i chińskim. Początkowo dominowała porcelana niebiesko–biała, później zaś pojawiła się polichromowana porcelana kakiemon. Ekskluzywna porcelana Nabeshima charakteryzowała się szczególnie wysoką jakością, była bowiem tworzona na użytek własny rodu Nabeshima i z przeznaczeniem na prezenty dla innych arystokratów. W okresie załamania się chińskiej produkcji po upadku dynastii Ming japońska porcelana była masowo eksportowana do Europy i wywarła trwały wpływ na europejską ceramikę. Porcelana wysyłana do Europy była często przeładowana zdobieniami, co było niezgodne z japońską estetyką, ale odpowiadało gustom zachodnich klientów. W późniejszym okresie wzrosło znaczenie porcelany produkowanej w Kutani (dzis. część miasta Kaga), przy czym szczególnie ceni się wyroby „starego Kutani” (ko-kutani), tworzone w drugiej połowie XVII i pierwszej połowie XVIII wieku. W dekoracji tej porcelany stosowano takie barwy jak głęboka zieleń i żółć, czerwień, ciemny błękit i purpura.
W połowie XVII wieku Seto–Mino, Kioto i Karatsu–Arita wyodrębniły się jako trzy najważniejsze ośrodki ceramiczne. Poza dzbanami zasobowymi z pozostałych pięciu starych pieców większość naczyń z innych wytwórni była dystrybuowana jedynie lokalnie. Liczba tych lokalnych niewielkich pieców, produkujących jedynie naczynia użytkowe, zaczęła stopniowo rosnąć, i to właśnie ich wytwory w XX wieku będą dla Sōetsu Yanagi (zm. 1961) przykładem „rzemiosła ludowego” (mingei) (zobacz poniżej). Jednocześnie w XVIII i XIX wieku popularność porcelany zaczęła zagrażać starym piecom wytwarzającym naczynia z kamionki, co dotknęło nawet Karatsu. W całkowitym kontraście do anonimowych garncarzy tworzących dla lokalnych pieców w okresie Edo sławę zaczęli zdobywać niektórzy indywidualni ceramicy, zwłaszcza związani z Kioto, tacy jak wspomniany już Ninsei, jego uczeń Ogata Kenzan (zm. 1743) czy Aoki Mokubei (zm. 1833).

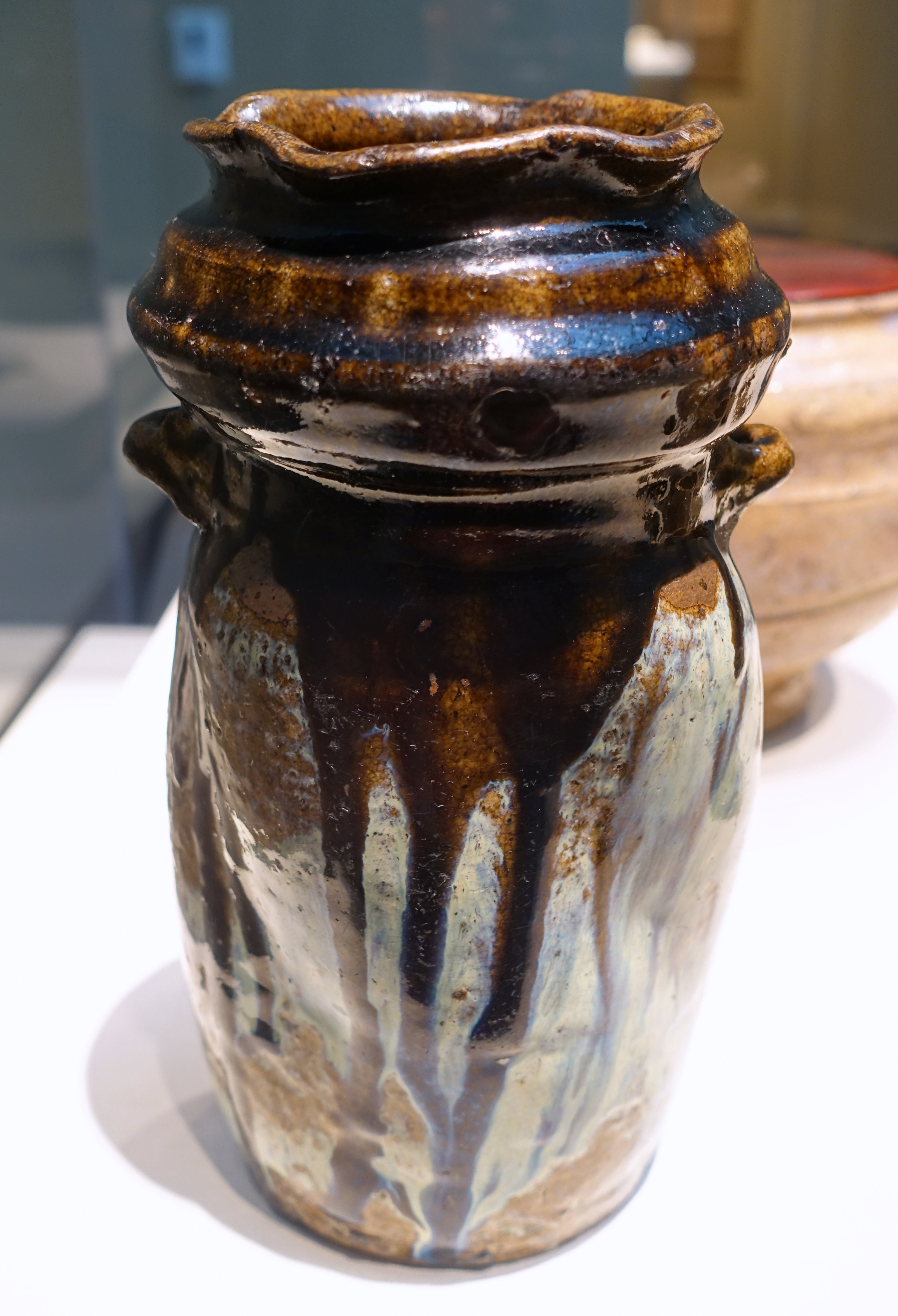
Waza na kwiaty (hanaire) używana w ceremonii picia herbaty z pokrywką pokrytą laką. Karatsu, okres Azuchi-Momoyama (1573–1615). Freer and Sackler Galleries
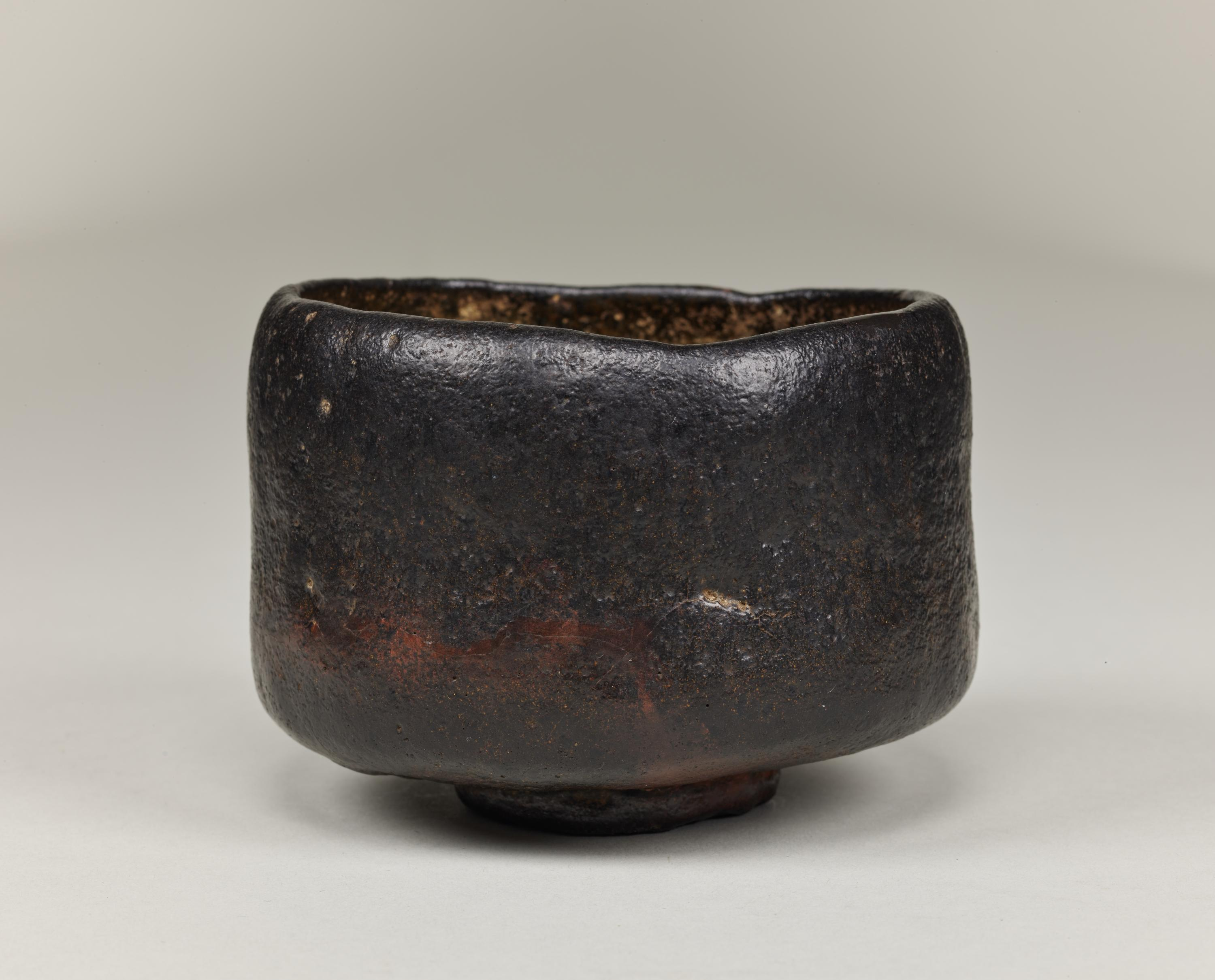
Czarka raku „Amadera” wykonana w warsztacie Chōjirō (zm. 1592). Muzeum Narodowe w Tokio
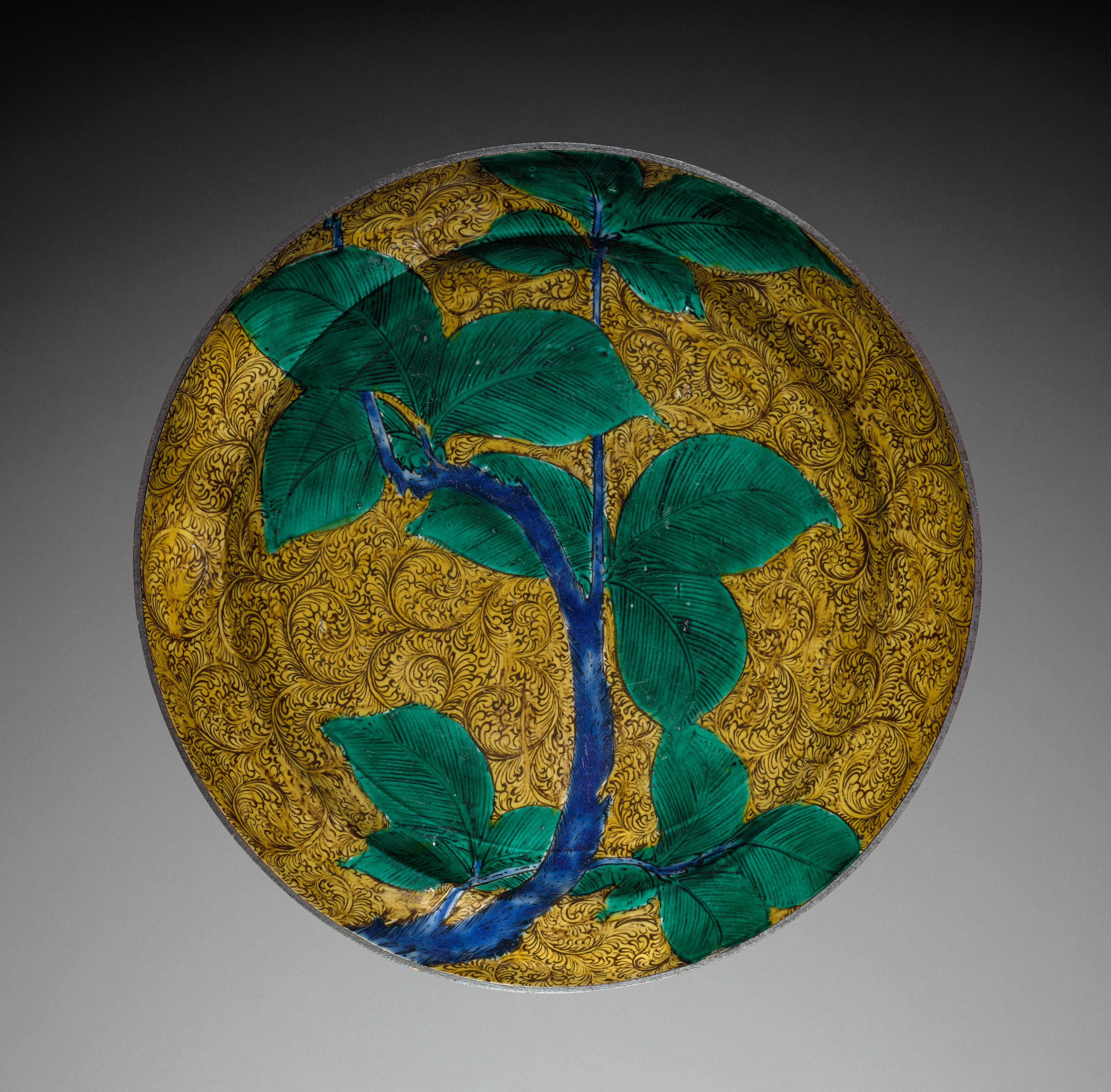
Talerz z gałęzią persymony. Porcelana Kutani, druga połowa XVII w. Cleveland Museum of Art
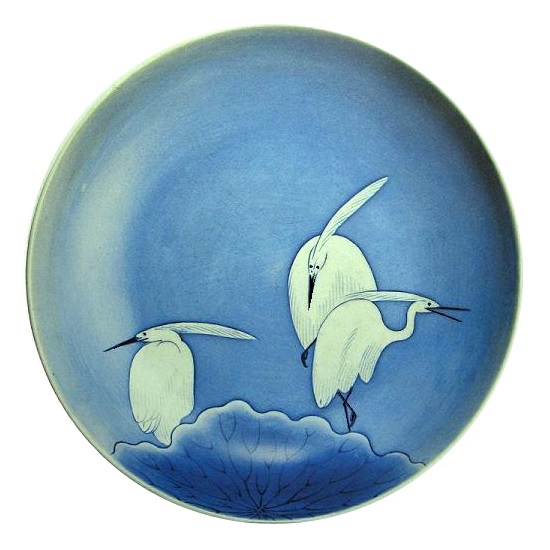
Talerz z trzema czaplami. Porcelana Nabeshima, 1690–1710. Ważny zabytek kultury Japonii. Muzeum Ceramiki Kyushu

## Współczesna ceramika (Od końca okresu Edo do dziś)

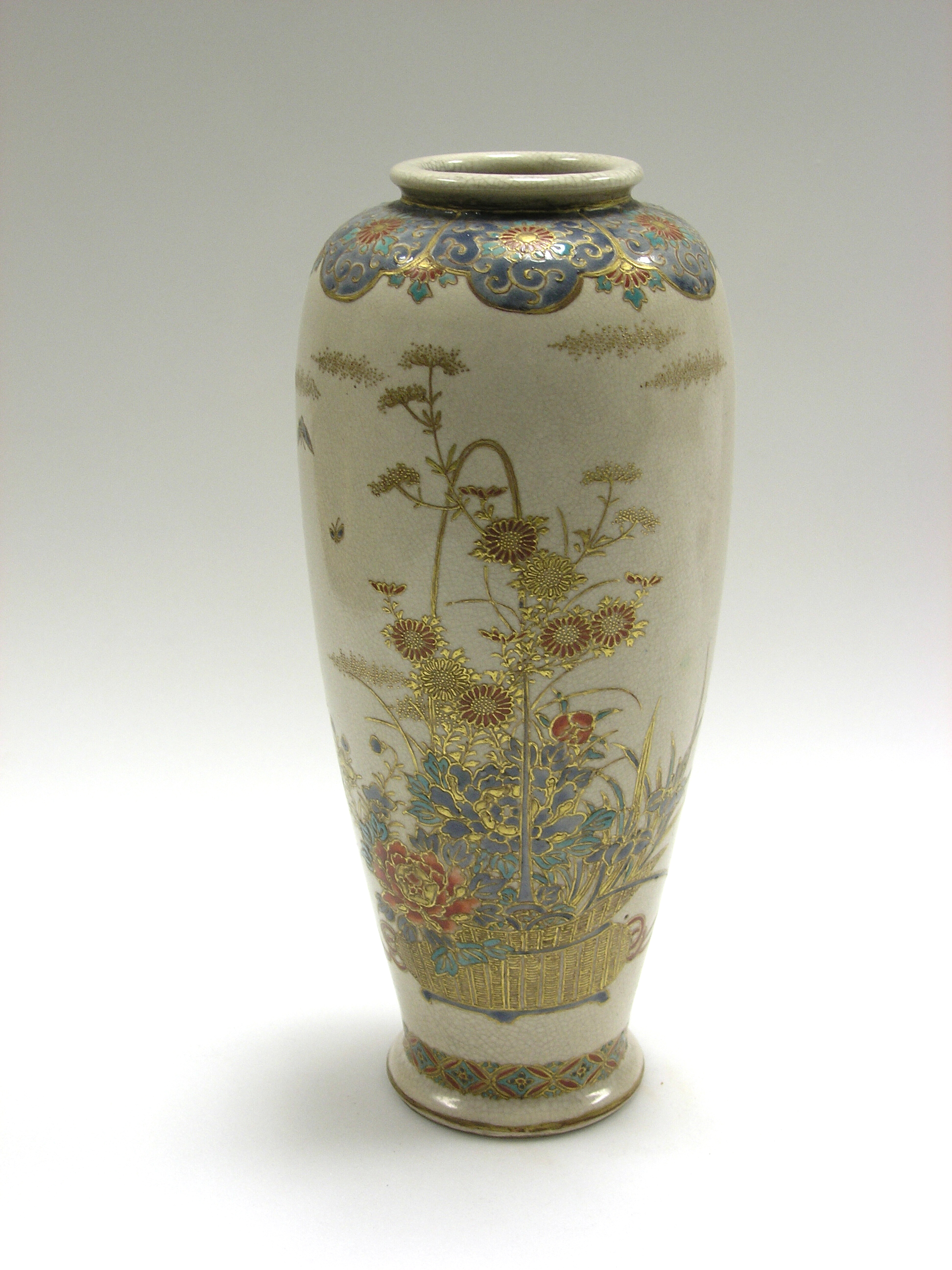
Waza dekorowana bukietem kwiatów i motylami. Porcelana eksportowa, era Meiji (1868–1912). Auckland War Memorial Museum

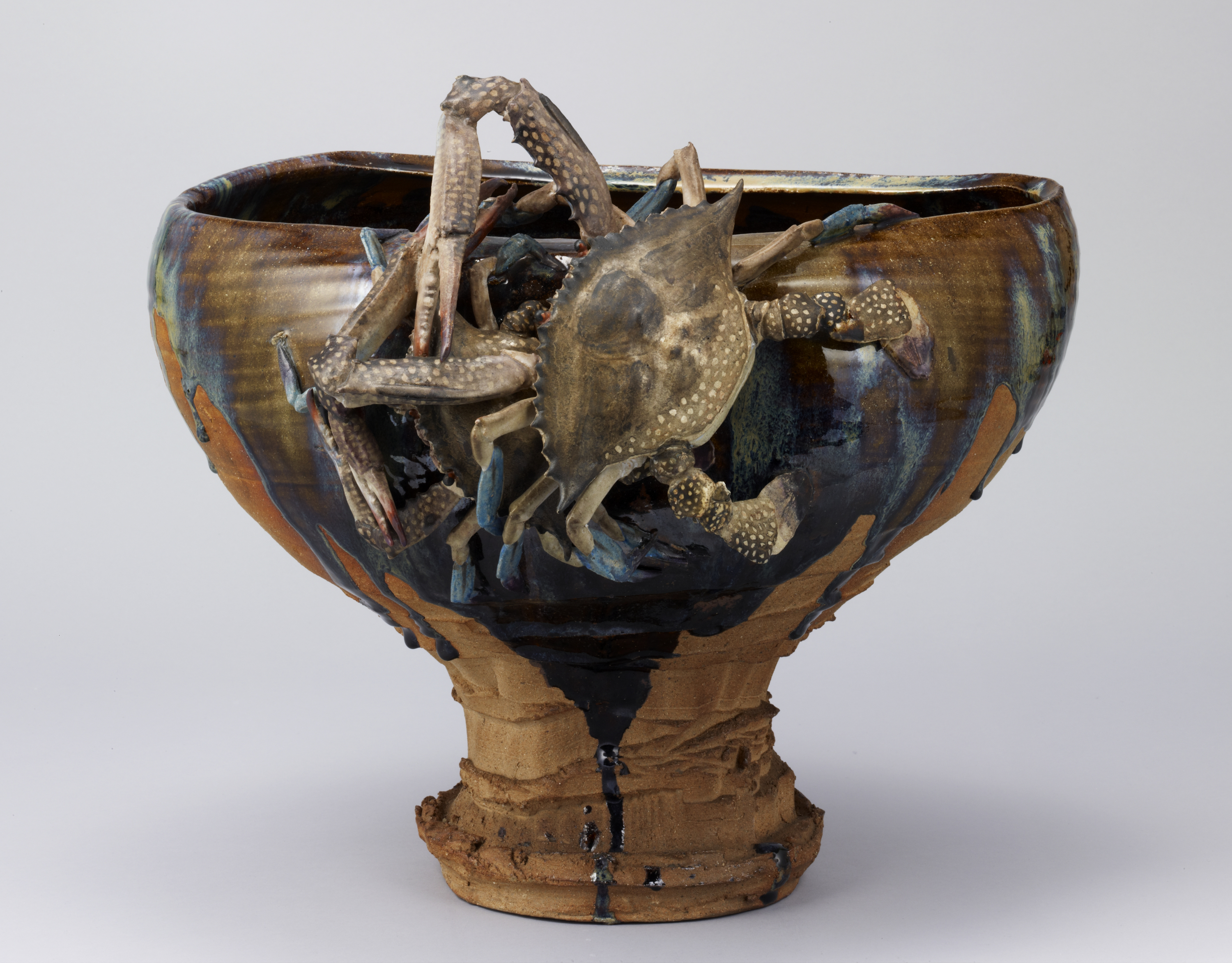
Misa z przytwierdzonym krabem wykonana przez Miyagawę Kōzana, 1881. Ważny zabytek kultury Japonii. Muzeum Narodowe w Tokio

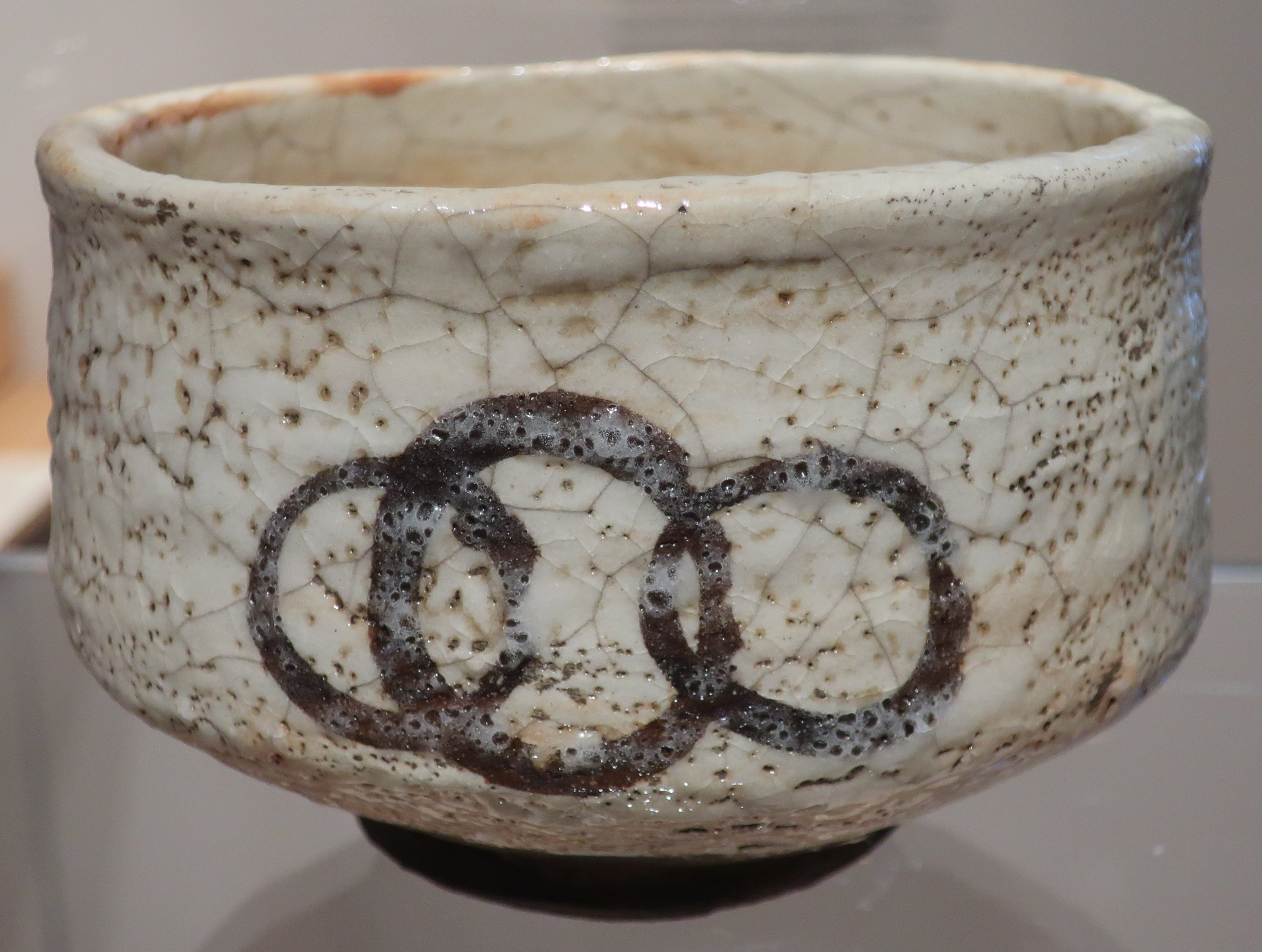
Czarka (chawan) w stylu Shino wykonana przez Rosanjina Kitaōji (zm. 1959). Honolulu Museum of Art

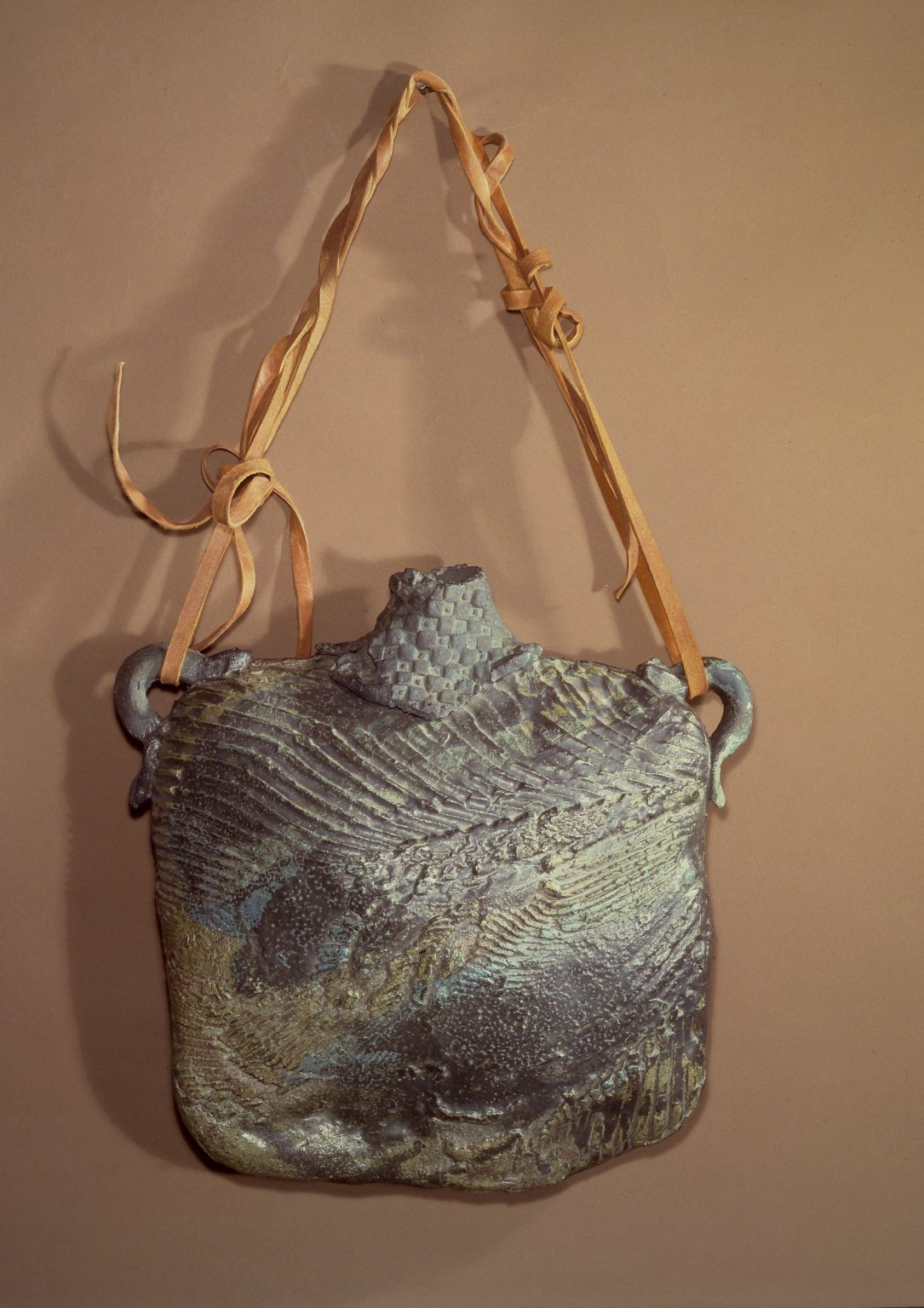
„Wiszące naczynie na kwiaty” Kinpei Nakamury (ur. 1935). Brooklyn Museum

Podobnie jak w innych dziedzinach życia, także w przypadku ceramiki era Meiji (1868–1912) była epoką dramatycznych zmian, będących pochodną otwarcia na świat zewnętrzny i procesu modernizacji. Niewielka grupa przemysłowców i artystów wykorzystała falę japonizmu, jaka dotarła wówczas na Zachód, eksportując ceramikę odpowiadającą cudzoziemskim gustom oraz zdobywając nagrody na kolejnych wystawach światowych. Japończycy szybko opanowali zagraniczną technologię budowy pieców i metody szkliwienia, „jednak kładli przesadny nacisk na technikę i złożone wzory zaczerpnięte z malarstwa i tekstyliów kosztem nowych i oryginalnych idei”. Porcelana przeznaczona na rynek krajowy była nadal dobrej jakości, jednak ta wysyłana za granicę charakteryzowała się przeładowanymi i niewartymi uwagi wzorami, które są „doskonałym przykładem źle zastosowanej pomysłowości”. W tym samym czasie tradycyjny rzemieślniczy system produkcji uległ załamaniu wraz ze zniknięciem patronatu ze strony dawnych hanów, konkurencją ze strony nowoczesnego przemysłu ceramicznego oraz zmianą gustów nabywców. Przejściowo na znaczeniu straciła nawet ceremonia picia herbaty, co przełożyło się na ograniczenie popytu na związane z nią naczynia. Wielu ceramików zmieniło zawód, inni zaś próbowali przetrwać wytwarzając nowe rodzaje ceramiki. W rezultacie zanikała umiejętność wytwarzania wyrobów tradycyjnych.
Era Taisho (1912–1926) była okresem w którym rozpoczęła się reakcja na wyżej opisane negatywne zjawiska, „oznaczająca początek współczesnej japońskiej ceramiki”. Zaczęto na powrót doceniać upadające regionalne style i tradycyjne techniki, przeciwstawiając dawne ręcznie wykonywane naczynia maszynowej wytwórczości. Ideologiem tego ruchu stał się Sōetsu Yanagi (zm. 1961), który w 1926 wspólnie z ceramikami Shōji Hamadą (zm. 1978) i Kanjirō Kawai (zm. 1966) założył Ruch na rzecz Rzemiosła Ludowego (Mingei Undō), tym samym wprowadzając na stałe do japońskiej świadomości ukute przez siebie pojęcie „ludowego rzemiosła” (lub „sztuki ludowej”), czyli mingei. Yanagi starał się docenić wyroby użytkowe wykonywane przez zwykłych, anonimowych rzemieślników, tak że „charakterystyczną cechą estetyczną mingei stało się shibui, czyli coś prostego, naturalnego, spokojnego, stonowanego”, co przeciwstawiano przesadnie zdobionym przedmiotom wykonywanym masowo w fabrykach. W nowych czasach liczyły się jednak już nie ośrodki ceramiczne, ale mający status artystów ceramicy, którzy kontynuując dawne tradycje użyczali im swojego imienia. Było tak zarówno w kręgu twórców oddanych idei mingei, jak i tych którzy za swój cel uznali odrodzenie ceramiki z okresu Momoyama (byli to m.in. Tōyō Kaneshige (zm. 1967), Toyozō Arakawa (zm. 1985) i Rosanjin Kitaōji (zm. 1959), czy inspirujących się chińską ceramiką epoki Song, wśród których najważniejszą postacią był Hazan Itaya (zm. 1963). Wprowadzone w 1950 prawo chroniące zabytki kultury przyczyniło się do zwiększenia popularności tradycyjnych japońskich stylów ceramiki, które były wspierane również przez nadawanie kolejnym artystom tytułu Żywego Skarbu Narodowego. Nadal wielką popularnością wśród japońskich ceramików cieszy się również chińska ceramika epok Song i Ming, inspirująca szczególnie do tworzenia wspaniałych szkliw.
Wielu japońskich ceramików wcale nie interesowało tradycyjne garncarstwo, natomiast widziało w nowoczesności szansę na tworzenie ceramiki w nowym stylu. Za pioniera takiego podejścia można uznać Miyagawę Kōzana (zm. 1916), który zaczął doklejać do czerepu naczyń „wiele precyzyjnie wykonanych, drobnych rzeźb (takaukibori), odtwarzających naturę, zwierzęta, rośliny, scenerie lub duchy" (zobacz ilustracja) Założyciele awangardowej grupy artystycznej Sōdeisha (1948–1998), czyli ceramicy Kazuo Yagi (zm. 1979), Osamu Suzuki (zm. 2001) i Hikaru Yamada (zm. 2001) „uważali, że trzymanie się tradycyjnego podejścia do sztuki i lansowanie rustykalnych form wstrzymuje postęp i jest szkodliwe dla sztuki”. Kazuo Yagi i Osamu Suzuki są uważani za najważniejszych twórców ceramicznej rzeźby abstrakcyjnej w powojennej Japonii. To zetknięcie z Zachodem doprowadziło do ożywienia sztuki ceramicznej rzeźby, którą tworzyli również tacy artyści jak Kiyoyuki Katō (ur. 1931) i Kinpei Nakamura (ur. 1935). Spośród innych ceramików Shigetaka Katō (zm. 2013) zaczął wprowadzać do swojej związanej z ceremonią picia herbaty ceramiki najróżniejsze nieregularne kształty, zaś Seijiro Tsukamoto (ur. 1944) tworzył nieszkliwione naczynia z kamionki, które ze swoimi geometrycznymi formami i subtelnymi tonalnymi wariacjami zdradzały wpływy Bauhausu i konstruktywizmu. Do ceramików tworzących w duchu funkcjonalizmu należeli Kōsei Matsui (zm. 2003) i Shōji Kamoda (zm. 1983). W sumie, czerpiąc ze swojej długiej i bogatej tradycji, podtrzymywanej przez potężne instytucjonalne wsparcie, i jednocześnie pozostając otwarta na wpływy z zewnątrz, powojenna Japonia stała się miejscem niesłychanego bogactwa ceramiki i „rozpowszechnione jest przekonanie, że żaden współczesny naród nie jest tak zainteresowany ceramiką jak Japonia, w terminach zarówno tworzenia, wystawiania jak i dyskutowania”.